# 3300 North Central Avenue
Le 3300 North Central Avenue appelé aussi 3300 Tower est un gratte-ciel de 109 mètres de hauteur construit à Phoenix (Arizona) en 1980. L'immeuble comprend des bureaux sur 27 étages pour une surface de plancher de 40 364 m².
Le bâtiment a été conçu par l'agence américaine d'architectes Skidmore, Owings and Merrill (SOM), basée à Chicago.